# جيف هاميلتون (لاعب هوكي الجليد)
جيف هاميلتون (بالإنجليزية: Jeff Hamilton)‏ هو لاعب هوكي الجليد أمريكي، ولد في 4 سبتمبر 1977 في إنجلوود في الولايات المتحدة.

## وصلات خارجية
- جيف هاميلتون على موقع دوري الهوكي الوطني (الإنجليزية)
- جيف هاميلتون على موقع قاعة مشاهير الهوكي (لاعب أن.إتش.أل) (الإنجليزية)
- جيف هاميلتون على موقع EliteProspects.com (الإنجليزية)
- جيف هاميلتون على موقع Eurohockey.com (الإنجليزية)
- جيف هاميلتون على موقع HockeyDB.com (الإنجليزية)
- جيف هاميلتون على موقع Hockey-Reference.com (الإنجليزية)